# Havergal Brian
Havergal Brian, nato William Brian (29 gennaio 1876 – 28 novembre 1972), è stato un compositore inglese di musica classica.
Brian acquisì quasi un'aura di leggenda al momento della sua riscoperta, negli anni cinquanta e sessanta, per il gran numero di sinfonie scritte: durante la sua vita ne aveva portate a termine 32, un numero insolitamente elevato per qualsiasi compositore dopo Haydn e Mozart.
Egli è anche noto per la sua tenacia creativa di fronte al quasi totale abbandono durante la maggior parte della sua lunga vita. Al giorno d'oggi non si può dire che alcuna sua opera venga eseguita con frequenza, ma pochi compositori hanno continuato a produrre tante opere serie e ambiziose, e per un tempo così lungo, dopo essere stati "dimenticati" dal pubblico e dalla critica. La maggior parte delle sinfonie di Brian non furono eseguite con lui vivente, ma tutte sono state registrate almeno una volta.
La sua opera più nota è la Sinfonia n. 1, anche detta "Sinfonia Gotica", a cui lavorò dal 1919 al 1927 e che si inserisce, assieme alla Sinfonia n. 3 di Gustav Mahler, tra le più lunghe opere del repertorio sinfonico. La sinfonia è nota sia per la già citata, estrema lunghezza (tipicamente attorno alle due ore); per l'orchestrazione ambiziosa e ipertrofica, che prevede, oltre all'orchestra (includendovi l'organo e la celesta), voci soliste SATB, quattro cori e un coro di bambini; e per la tonalità progressiva, su modello mahleriano: incipiente in Re minore, si conclude infatti in Mi maggiore.
Sebbene si tratti del lavoro di gran lunga più conosciuto di Brian, non è comunque esemplificativa della sua opera: per le altre sinfonie, infatti, Brian si attenne alla tipica orchestrazione del ventesimo secolo e l'esecuzione di una sua sinfonia non supera, di norma, i venti minuti.
Oltre ai lavori sinfonici, Brian produsse, tra il resto, cinque opere, un concerto per orchestra, uno per violino e orchestra e uno per violoncello e orchestra, una doppia fuga e tre preludi per pianoforte, 32 canzoni per voce e pianoforte e decine di lavori orchestrali di vario genere (suites, variazioni, etc.), oltre a numerose trascrizioni da opere di altri artisti.